# Асја
Асја је женско име, настало од имена Анастасија, односно Анастазија. 

## Имендан
Имендан се слави у Литванији 16. септембра.

## Популарност
У Словенији је ово име 2007. било на 429. месту по популарности.